# Vševily
Vševily (německy Schewil) jsou obec v okrese Příbram ve Středočeském kraji, asi 17 km jihozápadně od Příbrami. Žije zde 140 obyvatel. 
Obec leží v nadmořské výšce okolo 600 m n. m. v oblasti jižních Brd u hranice tří krajů. Katastrální území obce má rozlohu 588 ha, z toho je 160 ha obecních lesů.

## Název
Název obce má nelichotivý význam z dob, kdy obce dostávaly hanlivá jména a přezdívky. Stejně jako v případě Pročevil je název složeninou v níž slovo „vila“ ve staročestině znamená „bloud, blázen, šašek“, takže význam jména Vševily je „všichni blázni“. Název vedlejší obce Pročevily znamená „ostatní, další blázni“. O folkloru sousedského škádlení v podobě udělování posměšných přezdívek svědčí i bezděkovské překřtění Vševil na „obydlenou zatáčku“.

## Historie
První písemná zmínka obci Wssyewyle je z roku 1349. Další písemný doklad pochází z roku 1471, kdy majitel Protiva z Rožmitálu Wsewily prodal. V 18. století se název obce změnil na Wschewill. V roce 1848 dostala obec svůj současný název Vševily. Nejvíce obyvatel žilo v obci v roce 1915, kdy měla 343 obyvatel. Hasičský sbor má v obci tradici od roku 1896. Dne 28. ledna 1926 bylo svolána obecní valná hromada ohledně elektrifikace obce. Na návrh dvou starých hospodářů, bylo zavedení elektrického proudu zamítnuto, ale již 5. září 1926 se názor změnil. Elektrifikace byla dokončena v roce 1929. Veřejné osvětlení bylo v obci zavedeno v roce 1936.
V roce 1930 byl zbudován obecní vodovod. O rok později byla odhlasována vodovodní přípojka pro školu v Pročevilech. Osada Lesní chalupy se vodovodu dočkala až v roce 2011. V roce 1948 se vedení obce usneslo na stavbě kanalizace a telefonního připojení. Stavba začala v roce 1950, kdy muselo každé číslo v obci vykopat jednu jámu. V roce 1954 prodalo vedení obce obecní pumpu a koupilo rozhlas. Kanalizace byla dokončena v roce 1963. Veřejná telefonní stanice fungovala v roce 1964 v  hostinci čp. 38 a v pozdějších letech u Němců čp. 20. V září 1994 byl do Volenic zaveden kabel pro více telefonních účastníků, takže si mohl kdokoliv zavést telefonní linku domů.
V roce 1963 se spádovou obcí Vševil stal Bezděkov pod Třemšínem. V roce 1980 byl Bezděkov i Vševily přiřazeny pod správu Rožmitálu pod Třemšínem. Od Rožmitálu se Vševily odloučily 23. listopadu 1990 a znovu staly se samostatnou obcí. V roce 1996 bylo možné se v obci připojit k internetu přes pevnou linku. Bezdrátový internet byl poprvé zaveden do obecní knihovny v roce 2006. V obci je patrně i nejvýše položená vinice Aureus v České republice (594 m n. m.).

## Obecní správa

### Části obce
- Vševily (k. ú. Vševily)

K obci patří také osada Lesní Chaloupky.
Sousedními obcemi sídla jsou Rožmitál pod Třemšínem, Hlubyně, Bezděkov pod Třemšínem, Hvožďany a Volenice.

### Územněsprávní začlenění
Dějiny územněsprávního začleňování zahrnují období od roku 1850 do současnosti. V chronologickém přehledu je uvedena územně administrativní příslušnost obce v roce, kdy ke změně došlo:
- 1850 země česká, kraj Plzeň, politický i soudní okres Březnice[10]
- 1855 země česká, kraj Písek, soudní okres Březnice
- 1868 země česká, politický okres Blatná, soudní okres Březnice
- 1939 země česká, Oberlandrat Klatovy, politický okres Blatná, soudní okres Březnice[11]
- 1942 země česká, Oberlandrat Plzeň, politický okres Strakonice, soudní okres Březnice[12]
- 1945 země česká, správní okres Blatná, soudní okres Březnice[13]
- 1949 Plzeňský kraj, okres Blatná[14]
- 1960 Středočeský kraj, okres Příbram
- 2003 Středočeský kraj, okres Příbram, obec s rozšířenou působností Příbram

### Starostové
- Karel Daniel st. (1990–2014)
- Karel Daniel ml. (2014–dosud)

### Členství ve sdruženích
Obec Vševily je členem ve svazku obcí Mikroregion Třemšín, který vznikl v roce 2000 s cílem celkového rozvoje regionu. Také je členem MAS Podbrdsko, z.s.

## Obyvatelstvo
Počet obyvatel má od začátků sčítání obyvatel  spíše sestupnou tendenci. Nejvíce obyvatel (445) zde žilo v roce 1869. Nejvýraznější úbytek obyvatel byl zaznamenán v roce 1950, kdy oproti roku 1930 ubylo 79 obyvatel. Nejmenší počet obyvatel (110) byl zaznamenán v roce 1991. Vývoj počtu obyvatel a sčítání domů je uveden v tabulce:
| Rok                   | 1869 | 1880 | 1890 | 1900 | 1910 | 1921 | 1930 | 1950 | 1961 | 1970 | 1980 | 1991 | 2001 | 2011 | 2021 |
| --------------------- | ---- | ---- | ---- | ---- | ---- | ---- | ---- | ---- | ---- | ---- | ---- | ---- | ---- | ---- | ---- |
| Počet obyvatel        | 445  | 373  | 317  | 297  | 343  | 304  | 326  | 247  | 216  | 199  | 152  | 110  | 127  | 119  | 133  |
| Rozdíl počtu obyvatel | –    | –72  | −56  | −20  | +46  | −39  | +22  | -79  | −31  | –17  | –47  | −42  | +17  | –8   | +14  |
|                       |      |      |      |      |      |      |      |      |      |      |      |      |      |      |      |
| Počet domů            | 53   | 61   | 62   | 59   | 59   | 57   | 61   | 69   | 61   | 58   | 47   | 53   | 60   | 64   | 74   |
| Rozdíl počtu domů     | –    | +8   | +1   | –3   | 0    | –2   | +4   | +8   | −8   | –3   | –11  | +6   | +7   | +4   | +10  |

## Společnost

### Školství
Stejně jako v jiných obcích se vyučovalo nejdříve pokoutně u někoho v chalupě. Ve Vševilech to bylo „u Valtů”, později „u Dvořáků”, poté „u Veských” a „u Haranta”. Z učitelů vynikl Václav Hykeš, který svou práci plnil svědomitě a proto k němu posílali své děti i rodiče z Pročevil a Volenic. Když roku 1835 Hykeš odešel do Tochovic, dohodli se místní občané, že zřídí novou školu. Už pro ní bylo vybráno místo na trávníku proti chalupě Josefa Chloupka vulgo Soukeníka, když bylo vysloveno přání, aby nová škola stála v Pročevilech poblíž kostela svaté Barbory, aby do něj mohly děti častěji chodit. Na výstavbě nové školy se společně dohodly obce Bezděkov, Vševily, Pročevily a Volenice v roce 1834. Školní budova byla dokončena o rok později. Prvním učitelem byl ustanoven Karel Sedláček, který zde působil 35 let do roku 1870. Roku 1876 se stala škola dvoutřídní. V roce 1913 chodily do pročevilské školy děti z Pročevil, Volenic, Vševil a ze samot Nouzova, Cihelny, Na Drahách a Lesních Chalup. Celkem se jednalo o 145 dětí – 70 chlapců a 75 dívek. Roku 1966 se škola stala opět jednotřídní, kvůli malému počtu žáků. Pročevilská škola skončila 30. června1976, kdy se s ní rozloučili poslední žáci. Od té doby chodí vševilské děti do školy v Rožmitále pod Třemšínem.

## Doprava

### Dopravní síť
Do obce vedou silnice III. třídy. Železniční trať ani stanice či zastávka na území obce nejsou.

### Autobusová doprava 2024
Autobusovou dopravu v obci Vševily zajišťuje společnost Arriva Střední Čechy. Obec je součástí Pražské integrované dopravy (PID). V obci se nachází zastávka Vševily. Autobusová linka 495 spojuje Nepomuk s Rožmitálem pod Třemšínem, Vševily, Březnicí a Mirovicemi.

## Turistika
Obcí vede turistická trasa  Kasejovice – Třemšín – Březnice.

## Pamětihodnosti
- Kaplička svatého Jana Nepomuckého z roku 1845
- Přírodní park Třemšín